# Nancie L. González
La Dra. Nancie L. González nascuda l'any 1929, d'origen anglès i establerta als Estats Units, és una antropòloga especialitzada en l'estudi de la cultura i la vida en general del poble garífuna.
Entre setembre de 1957 i juliol de 1958 va escriure una monografia del Port de Livingston a Guatemala fruit de la tesi doctoral i a través d'una beca de la Fundació Henry L. i Grace Doherty i d'una beca accessòria concedida pel Departament d'Antropologia de la Universitat de Michigan, Estats Units. El seu estudi ressalta especialment en l'anàlisi de l'organització familiar i les relacions de parentiu.
És professora emèrita d'Antropologia a la Universitat de Maryland, College Park, en què igualment va desenvolupar el càrrec de Vicerectora d'Afers Acadèmics entre 1977 i 1981. Graduada a la Universitat de Michigan, va començar a realitzar els seus treballs amb els garífunes el 1955 i a partir d'aquí es va decidir a escriure diversos llibres i nombrosos articles científics sobre l'etnohistòria i altres aspectes culturals d'aquest poble.
El seu interès pels garífunes la va animar a realitzar investigacions etnogràfiques en diverses zones de l'Amèrica Central i entre comunitats emigrades a la ciutat de Nova York. Va desenvolupar àmplies investigacions d'arxiu a Anglaterra, França, l'illa de Sant Vicent, Belize, Guatemala, Hondures, Nou Mèxic i escrits basats en documentació sobre els garífunes als Estats Units. La seva sensibilitat i implicació sobre el conjunt dels canvis i les modificacions que es produeixen en les característiques de l'etnicitat durant la seva evolució van ocasionar que no fos indiferent i estudiés altres pobles, com la immigració palestina a Hondures i, fins i tot, les comunitats agrícoles a la Xina i altres zones d'Àsia. Va escriure un llibre sobre els Palestins en el Marge Occidental i Amèrica Central. El seu ampli trajecte acadèmic es va aturar algunes vegades per llicències, per dedicar-se a treballar per a l'Institut de Nutrició de l'Amèrica Central i Panamà, Fundació Nacional per la Ciencia i Cos de Pau dels EUA. També va col·laborar com a consultora per a un gran nombre d'organitzacions governamentals i no governamentals. Igualment ha format part de les juntes directives de l'Associació Antropològica Americana, l'Associació Americana per a l'Avanç de les Ciències, la Societat d'Antropologia Econòmica, i la Societat d'Antropologia Aplicada. En l'actualitat viu a la zona del Capitoli.

## Resum de l'obra
Peregrinos del Caribe: etnogénesis y etnohistoria de los garífunas [(2008), 1988]
En aquesta obra es realitza un estudi exhaustiu sobre els garífunes, més comunament coneguts com els caribes negres. En el llibre es rebat una primera versió oficial en la qual els caribes eren d'origen amerindi, per passar a demostrar que també provenen d'avantpassats esclaus africans. Es descriuen els moments històrics que van donar origen a les societats anomenades caribs illencs, caribes negres i garífunes. Igualment s'expliquen els trets culturals que per a ells han estat i segueixen sent els marcadors ètnics més significatius. També es tracten els processos i institucions que han adaptat i canviat la cultura carib-garífuna fins a la seva configuració actual. La informació d'aquest llibre contínua imperant, ja que no han aparegut dades que puguin modificar l'etnogènesi i l'etnohistòria de l'ètnia garífuna. Són més de deu anys de profunda investigació basada en fonts documentals de l'illa de Sant Vicent, Jamaica, Europa, Estats Units i Amèrica Central, i anteriorment per diversos anys d'observació participant i anàlisi etnogràfica a Hondures, Guatemala i Belize. Avui en dia els garífunes moderns conformen societats parcials dins de diversos països. Aquesta realitat, unida als canvis en el seu entorn, està ocasionant transformacions culturals d'efectes encara imprevisibles. No obstant això, com molt bé s'assenyala en el llibre, si se centren en la conservació cultural poden seguir mantenint-se units davant les amenaces de desintegració com a grup ètnic.

### Obres
- 1967 - The Spanish-Americans of New Mexico; a heritage of pride.
- 1969 - Black Carib household structure; a study of migrations and modernization.
- 1979 - La estructura del grupo familiar entre los caribes negros.
- 1991 - Próspero, Calibán, and Black Sambo: colonial views of the other in the Caribbean.

- 1992 - Dollar, dove, and eagle: one hundred years of Palestinian migration to Honduras.
- 1997 - La historia del grupo Garífuna: pasado y presente.
- 2008 - Peregrinos del Caribe: etnogénesis y etnohistoria de los garífunas.

### Articles
- 1958 - The consanguinial household among the black Carib of Central America. University of Michigan. Tesis/disertación: Tesis de maestría/doctorado: Manuscrito. Material de archivo.
- 1960 - Changes in black Carib Kinchip Terminology Southwestern Journal of Anthropology. Vol. 16, No. 2 University of New Mexico, Alburquerque.
- 1961 - Family Organization in five Types of Migratory Wage Labor. AA 63 (6):12 pp.64-90.
- 1966 - Health behavior in a cross-cultural perspective: a Guatemalan example.Human organization. Vol. 25: 125-126.
- 1969 - Study of migration and Modernization. (American Ethnological Society, Monograph No. 48). Seattle: University of Washington Press.
- 1970 - Two views of Obeah and witchcraft. Obeah and other witchcraft among the Black Caribs. Systems of North American wichcract and sorcery. Edited by Deward D. Walker, Jr Anthropological Monographs of University of Idaho, N. 1.
- 1970 - Cakchiqueles and Caribs: the social context of fieldwork. Publicación: Marginal natives, pp. pp.153-184.
- 1986 - Garifuna traditions in historial perspectives. Belizean Studies. Vol. 14, No. 2.
- 1986 - Nuevas evidencias sobre el origen de los Caribes Negros con consideraciones sobre el significado de la tradición. Revista Mesoamérica No. 12. CIRMA. Guatemala.